# 1765 en littérature
| Années de la littérature : 1762 - 1763 - 1764 - 1765 - 1766 - 1767 - 1768    |
| Décennies de la littérature : 1730 - 1740 - 1750 - 1760 - 1770 - 1780 - 1790 |

Cet article présente les faits marquants de l'année 1765 en littérature.

## Événements
- 9 janvier : Arthur Murphy présente Samuel Johnson à Henry Thrale, riche brasseur et député, et à sa femme Hester[1].

- 16 mars : Diderot vend sa bibliothèque de 2 900 volumes à Catherine II de Russie pour 15 000 livres ; il en reste dépositaire jusqu'à sa mort avec une pension de 1 000 livres par an[2].

- L’Autriche de Joseph II (1765-1790) s’ouvre à l’influence des lumières[3].
- Allgemeine deutsche Bibliothek (de) (« Bibliothèque universelle allemande »), revue critique de Friedrich Nicolai entre 1765 et 1793 puis jusqu'en 1803 sous le titre Neue allgemeine deutsche Bibliothek[4].

## Parutions
- Voltaire, Nouveaux Mélanges : philosophiques, historiques, critiques, &c., vol. 3, Genève, Gabriel Cramer, 1765 (présentation en ligne), qui contient le  pamphlet De l'horrible danger de la lecture.
- Pierre-Simon Fournier, Traité historique et critique sur l’origine et les progrès des caractères de fonte pour l’impression de la musique, Berne, Barbou, 1765 (présentation en ligne).
- William Blackstone, Commentaries on the Laws of England, Clarendon Press , 1765 (présentation en ligne) (« Commentaires sur les lois d'Angleterre »), quatre volumes publiés de 1765 à 1769.

- Antonio Genovesi, Lezioni di commercio o sia d'economia civile, appresso i Fratelli Simone, Napoli, 1765 (présentation en ligne) (seconde partie publiée en 1767).

### Fictions
- Janvier : Laurence Sterne, The Life and Opinions of Tristram Shandy, Gentleman, vol. 7 et 8, Becket & DeHondt, 1765 (présentation en ligne) (« Vie et opinions de Tristram Shandy, gentilhomme »), roman publié de 1759 à 1767[5].
- The Plays of William Shakespeare : with the corrections and illustrations of various commentators ; to which are added notes by Sam. Johnson, vol. 1, London, 1765 (présentation en ligne) (« Les Pièces de William Shakespeare »), en huit volumes.
- Henry Brooke, The fool of quality : or, the history of Henry Earl of Moreland, Dublin, Dillon Chamberlaine, 1765 (présentation en ligne) (« Fou de qualité »), roman en cinq volumes publié de 1765 à 1770.

- Marie-Jeanne Riccoboni, Recueil de pièces détachées, Paris, Humblot, 1765 (présentation en ligne), comprenant une suite de Marianne, L’Abeille et le roman Histoire d'Ernestine, .

## Naissances
- 2 janvier : Édouard Lepan, homme de lettres, critique littéraire et éditeur français, mort le 15 mai 1844.